# Galaxy (Schiff, 1979)
Die Galaxy ist eine Fähre der griechischen Reederei European Seaways, die 1979 als Silesia für die polnische Polferries in Dienst gestellt wurde. Sie ist auf der Strecke von Brindisi nach Vlora im Einsatz.

## Geschichte
Die Silesia entstand unter der Baunummer B490/02 als erstes von fünf Schwesterschiffen in der Stettiner Werft in Stettin und lief am 23. März 1978 vom Stapel. Die Ablieferung an Polferries erfolgte am 26. Juni 1979. Im selben Monat nahm das Schiff den Fährbetrieb zwischen Świnoujście (Swinemünde), Ystad, Danzig, Nynäshamn und Helsinki auf.
Die Silesia gehört zu einer Baureihe von insgesamt fünf Schiffen, die für verschiedene Reedereien gebaut wurden. Ihre Schwesterschiffe sind bzw. waren die ebenfalls von Polferries betriebene Pomerania (1978; 2014 abgewrackt) sowie die türkischen Fähren Ankara (1983; 2022 abgewrackt), Samsun (1985; 2021 abgewrackt) und Iskenderun (1991).
Im Juli 1983 wurde die Fähre an die in Marokko ansässige Reederei Cotunav verchartert, gefolgt von einem Einsatz für die Grimaldi Lines von Mai 1985 bis Oktober 1986. Ab April 1987 war die Silesia wieder für Polferries im Einsatz, diesmal auf der Strecke von Swinemünde über Kopenhagen nach Travemünde.
In den folgenden Jahren wechselte das Schiff noch mehrfach die Dienststrecke. Im März 2005 beendete es seinen Einsatz für Polferries und wurde in Swinemünde aufgelegt, ehe es im Juli 2005 mit der griechischen Reederei GA Ferries einen neuen Eigner fand. Nach der Überführung nach Piräus nahm der Eigentümer die Fähre jedoch nicht wie geplant in Dienst, sondern veräußerte sie unter dem Namen Felicia an einen Reeder mit Sitz in der Ukraine. 2006 nahm sie schließlich als Yuzhnaya Palmyra den Dienst zwischen Istanbul und Odessa auf.
Von Mai 2008 bis Januar 2009 fuhr die Yuzhnaya Palmyra in Charter der spanischen Reederei Iscomar zwischen Valencia und Ibiza unter dem Namen Begoña del Mar. Anschließend kehrte sie unter ihrem alten Namen wieder in den Dienst von Istanbul nach Odessa zurück, bis sie im September in Illitschiwsk aufgelegt wurde.
Nach über einem Jahr Liegezeit ging das Schiff im Dezember 2010 als Adriatica I an die South Adriatic Shipping Line und wurde ab Januar 2011 zwischen Bari und Durrës eingesetzt, bis im November 2012 eine längere Aufliegezeit in den Häfen von Tripolis, Messina, Tanger, Porto Empedocle und Drapetsona begann, die sich bis 2017 zog. Die Fähre gehörte nun zur Flotte der griechischen Reederei European Seaways und trug fortan den Namen Galaxy.
Von April bis Mai 2017 fuhr das Schiff in Charter der Strandfaraskip Landsins zwischen Tvøroyri und Tórshavn. Ab Juni 2018 charterte Africa Morocco Link die Fähre für den Dienst von Algeciras nach Tanger. Nach Auslaufen der Charter war die Galaxy für die italienische Reederei Traghetti delle Isole zwischen Trapani und Pantelleria im Einsatz. Ab 2019 fuhr sie in Charter des in Marokko ansässigen Unternehmens Inter Shipping zwischen Tangier Med und Algeciras. 2022 verkehrte das Schiff für A-Ships zwischen Brindisi und Vlora sowie 2023 in Charter von Caronte & Tourist zwischen Porto Empedocle und Lampedusa.